# Thomas Mordillac
Thomas Mordillac, né vers 1650-1660, mort en août 1721 à l'abbaye de Jovilliers est un architecte lorrain.

## Biographie et œuvres
Peu de choses  nous sont parvenues de la vie de ce frère convers de l'ordre de Prémontré, qui fut un  architecte talentueux.
Sa présence est attestée en 1681, 1682 et 1683 à Étival.
En 1686, il est l'architecte de la reconstruction de l'abbaye Saint-Paul de Verdun. Il participa aussi à la restauration du monastère de Mureau (1692-1693), ainsi qu'à celui d'Étival (1696 à 1704).
Ce fut lui enfin qui commença la reconstruction en 1705 de l'Abbaye des Prémontrés de Pont-à-Mousson et notamment l'abbatiale Saint-Marie-Majeure, la première église-halle de style Classique construite en Lorraine ainsi que l'une des plus belles façades baroques à trois ordres.
Il meurt en août 1721 à l'Abbaye de Jovilliers.
L'abbaye de Pont-à-Mousson fut achevée après sa mort par Nicolas Pierson, autre architecte de l'ordre et son élève.